# Sevenia
Sevenia là một chi bướm ngày rừng trong họ Nymphalidae, ấu trùng ăn các loài cây thuộc họ Euphorbiaceae.

## Các loài
Có 14 loài từ châu Phi lục địa và 2 (hay 3) loài từ Madagascar.
Các loài:
- Sevenia amazoula (Mabille, 1880)
- Sevenia amulia (Cramer, 1777)
  - Sevenia amulia amulia (Cramer, 1777) (= Papilio amulia Cramer, 1777)
  - Sevenia amulia rosa (Hewitson, 1877)
  - Sevenia amulia intermedia Carcasson, 1961
- Sevenia benguelae (Chapman, 1872)
- Sevenia boisduvali (Wallengren, 1857) (= Crenis boisduvali Wallengren, 1857)
  - Sevenia boisduvali boisduvali (Wallengren, 1857)
  - Sevenia boisduvali omissa (Rothschild, 1918)
  - Sevenia boisduvali kaffana (Rothschild & Jordan)
  - Sevenia boisduvali insularis (Joicey & Talbot)
- Sevenia consors (Rothschild & Jordan, 1903)
- Sevenia garega (Karsch, 1892)
  - Sevenia garega garega (Karsch, 1892)
  - Sevenia garega ansorgei (Rothschild & Jordan, 1903)
- Sevenia howensis (Staudinger, 1886)
- Sevenia madagascariensis (Boisduval, 1833) (= Crenis madagascariensis Boisduval, 1833)
- Sevenia morantii (Trimen, 1881) (= Crenis morantii Trimen, 1881)
  - Sevenia morantii morantii (Trimen, 1881)
  - Sevenia morantii dubiosa (Strand)
- Sevenia natalensis (Boisduval, 1847) (= Crenis natalensis Boisduval, 1847)
- Sevenia occidentalium (Mabille, 1876)
  - Sevenia occidentalium occidentalium (Mabille, 1876)
  - Sevenia occidentalium penricei (Rothschild & Jordan)
- Sevenia pechueli (Dewitz, 1879)
  - Sevenia pechueli pechueli (Dewitz, 1879)
  - Sevenia pechueli rhodesiana (Rothschild)
- Sevenia pseudotrimeni
- Sevenia rosa
- Sevenia silvicola
- Sevenia trimeni (Aurivillius, 1899) (= Crenis natalensis var. trimeni Aurivillius, 1899)
  - Sevenia trimeni trimeni (Aurivillius, 1899)
  - Sevenia trimeni major (Rothschild)
- Sevenia umbrina (Karsch, 1892)